# Miss Litoral (film)
Miss Litoral este un film românesc de comedie din 1991, regizat de Mircea Mureșan după un scenariu de Titus Popovici. Rolurile principale au fost interpretate de Jean Constantin, Alexandru Arșinel, Anca Țurcașiu, Rodica Popescu-Bitănescu, Horațiu Mălăele și Mitică Popescu. Filmul are ca subiect încercările lui Costel Chitic și ale lui Nea Mielu de a o face pe fiica primului, Tina, să câștige concursul de frumusețe Miss Litoral, desfășurat la Mamaia.

## Rezumat
Recent întors dintr-o cursă internațională, șoferul de tir Costel Chitic (Alexandru Arșinel) din Alexandria trebuie să meargă cu fiica sa, Tina (Anca Țurcașiu), la Miss Litoral, un concurs internațional de frumusețe, grație și talent care se organizează la Mamaia. Soția lui Costel, Didona (Rodica Popescu-Bitănescu), are ambiția ca toate cele patru fete ale lor să facă carieră. Tina, fata lor cea mai mare, este îndrăgostită de gelosul Dorel (Marius Gâlea); acesta din urmă îi refuză fetei propunerea de a face amor, spunând că va face dragoste cu ea numai după nuntă.
Pentru a putea pleca la mare, Costel își ia concediu și îl anunță de plecare pe nașul Tinei, Nea Mielu; nașul este căpitan pe iahtul „Titanic”, al cărui echipaj este format dintr-un singur marinar, Janbart (Radu Nicolae). Costel și Tina pornesc cu un Mercedes decapotabil la Mamaia și sunt cazați acasă la Nea Mielu. Costel îl roagă pe Nea Mielu să-l ajute pentru a o scoate pe Tina noua Miss Litoral. Aflând printr-un mic șantaj de plecarea Tinei la Mamaia, Dorel se duce și el acolo cu bicicleta pentru a o supraveghea.
Costel și Nea Mielu o înscriu pe Tina la concurs și încearcă apoi diferite tertipuri pentru a o impune în atenția juriului: intră noaptea prin efracție în camera maestrului Mugurel (Horațiu Mălăele), președintele juriului, dar fug de soția acestuia, Elvira, o fostă miss; îi aduc o curcă plocon doctorului A. Culea (pe a cărui ușă scrie DR. A. CULEA), care-i făcuse o operație estetică doamnei Elvira; se duc la un curs de dans aerobic pentru a afla dacă Tina are tot ce-i trebuie pentru a deveni miss; Nea Mielu se înscrie la toate partidele din oraș pentru avea „pile” (inclusiv în Partidul Conservator Revoluționar, Partidul Privat al Privatizării și Partidul Țărănesc al Orășenilor).
Între timp, Tina îl dă lui Dorel o dovadă de iubire și cei doi fac dragoste. Dorel insistă ca Tina să nu participe la concurs, afirmând că ea se va face de râs acolo pentru că e cam urâțică și nu are nicio șansă. Cu orgoliul rănit, fata își dă iubitul afară din casă, vrând să se despartă de el. În paralel, fostul activist comunist Rudeanu (Mitică Popescu) din Videle încearcă și el să-și scoată fiica miss, apelând la foștii săi tovarăși de partid.
Nea Mielu îi duce pe Costel și Tina la Ialta, în Crimeea, pentru ca fata să concureze la Miss Ialta și să aibă astfel un palmares. Ei trec granița fără pașapoarte pentru că Nea Mielu îi mituiește pe grănicerii sovietici cu țuică de prune de la Văleni (poreclită în film „ochii lui Dobrin”). Ajunși în Crimeea, Nea Mielu face bișniță cu blugi și rubăști și strânge astfel bani. Ei participă la o lansare de modă de haine de blană (în care fetele apar în majoritate cu sânii goi) și o întâlnesc pe frumoasa Stela din Chișinău. Cei patru (Costel, Tina, Nea Mielu și Janbart) vizitează Palatul de la Ialta unde a avut loc Conferința de la Ialta (1945) și Cuibul Rândunicii. În cele din urmă, ei află că Miss Ialta era un concurs pentru vaci și pleacă înapoi spre țară.
Aflând că Tina a plecat din țară, Dorel o alertează pe Didona care vine de urgență pe litoral. Plecat cu o hidrobicicletă în urma vaporului, Dorel este salvat din mare de Nea Mielu.
Concursul de Miss este prezentat de Roger Stelu (Eusebiu Ștefănescu), care prezintă concurentele în versuri. Supărat că Tina s-a înscris la concurs, Dorel plasează o bombă în clădire și vrea să declanșeze o explozie, dar renunță atunci când își vede iubita concurând, dându-și seama că nu o merită. Tina câștigă concursul Miss Litoral. La concurs sosește un pretins american, dl. Goldspitz (Matei Alexandru), care se dă drept un producător de film de la Hollywood și afirmă că vrea să o ducă pe Tina acolo pentru a face un film. Pe drumul spre graniță el se dovedește a fi un traficant de carne vie care intenționează să o ducă pe fată la Istanbul pentru a lucra ca prostituată. Tina reușește să fugă din mașină și se întâlnește cu Dorel, căruia îi mărturisește dragostea sa.

## Distribuție
- Jean Constantin — Nea Mielu, căpitan de cursă lungă
- Alexandru Arșinel — Costel Chitic, șofer de tir din Alexandria
- Anca Țurcașiu — Tina Chitic, fiica cea mare a lui Costel și a Didonei
- Rodica Popescu-Bitănescu — Didona Chitic, soția lui Costel
- Rodica Mureșan — Elvira, soția lui Mugurel, fostă miss
- Horațiu Mălăele — maestrul Mugurel, președintele juriului
- Marius Gâlea — Dorel, iubitul Tinei
- Radu Nicolae — Janbart, marinar pe iahtul „Titanic”
- Carmen Trocan — Lorna Rudeanu, concurentă la Miss Litoral
- Mitică Popescu — Rudeanu, tatăl Lornei, fost activist comunist din Videle
- Eusebiu Ștefănescu — Roger Stelu, prezentatorul concursului
- Mihai Dinvale — Dr. A. Culea, medic estetician
- Vasile Muraru — polițistul de la Brigada Rutieră
- Matei Alexandru — dl. Goldspitz, pretins producător de film american
- Stela Ilnițki — moldoveanca din Chișinău aflată în concediu la Soci
- Laura Iosif
- Iuliana Constantinescu
- Ileana Dragnea
- Elena Dănilă
- Titus Gurgulescu
- Gheorghe Șimonca — bodyguard-ul hotelului
- Emil Sasu
- Lică Gherghilescu
- Liviu Manolache — directorul hotelului
- Marius Toma
- Emil Bîrlădeanu
- Alexandru Mereuță
- Diana Cheregi
- Vasile Hariton
- Mircea Mureșan — comandantul navei militare sovietice (nemenționat)

## Producție
Filmul Miss Litoral a fost realizat în Studioul Cinematografic „București”, fiind produs de studioul de creație „Gama”. Filmările au avut loc în anul 1990 la Constanța. Scenele de la Ialta au fost filmate în colaborare cu studioul Moldova-Film de la Chișinău, după cum scrie pe genericul de final. Pe generic este trecut anul 1990 ca an al realizării filmului. La final, pe generic este scris cuvântul FINE și nu „Sfârșit”.
Coregrafia a fost realizată de Milidi Tătaru. Versurile cântecului „Aș vrea să fiu frumoasă” au fost scrise de Mihai Maximilian. Versurile citate în film provin din poeziile lui George Topîrceanu și Lucian Blaga.
Actrița Anca Țurcașiu apare goală în acest film de două ori. Deși era extrem de pudică, ea a fost convinsă de regizorul Mircea Mureșan să se dezbrace și să-și arate sânii. Într-o primă scenă, actrița dansează goală în mare. „Am acceptat foarte greu să joc în acest film pentru că sunt teribil de pudică. M-a convins regizorul Mircea Mureșan cu multe promisiuni că se filmează numai dimineața, când nu e lume pe plajă, că n-o să mă vadă nimeni. Bine, la câtă lume a văzut filmul după aia... că a fost dat de nu știu câte ori la TV. Și acum îmi mai aduc oamenii aminte de el.” Într-o altă scenă din acest film, ea apare topless. Într-un interviu luat la 20 de ani după realizarea acestui film, actrița a mărturisit că nu regretă apariția ei seminud din filmul „Miss Litoral” , dar că nu ar mai repeta-o, afirmând că „aveam 20 de ani, ăsta era scenariul”. După realizarea acestui film, actriței i s-a propus să joace într-un film care conținea scene sexuale, dar a refuzat.

## Recepție
Filmul Miss Litoral a avut premiera la 27 mai 1991, la Cinematograful „Scala”. El a fost vizionat de 1.387.903 de spectatori la cinematografele din România, după cum atestă o situație a numărului de spectatori înregistrat de filmele românești de la data premierei și până la data de 31.12.2007 alcătuită de Centrul Național al Cinematografiei.
Criticul Tudor Caranfil a dat filmului doar o stea din cinci și a făcut următorul comentariu: „Burlescă trivială, greu de raportat la ținuta profesională dovedită de Mureșan în precedente filme. Distinsul realizator experimentează aici un nou gen cinematografic, „comedia robot”, fără scenariu și dramaturg (nici pe generic, nici în informațiile comunicate presei), o îngăimare de grimase și tumbe pe temă dată, cu mamele fragede, automobile „retro”, Dracula chirurg și alte atracții, pe fundalul unei expoziții de monotone „cârlige” estradiste.”